# 木村宏
木村宏（日语：／ Kimura Hiroshi，1954年—），日本煙草產業的前任董事長。
1976年，木村開始在日本煙草鹽業上市公司（現名“日本煙草”）工作。2006年6月23日就任社長，直至2012年6月小泉光臣就任社長，並出任董事長。